# Аюпово
Аю́пово (рос. Аюпово, башк. Айып) — присілок у складі Мечетлінського району Башкортостану, Росія. Входить до складу Юнусовської сільської ради.
Населення — 342 особи (2010; 307 в 2002).
Національний склад:
- башкири — 100 %